# Adam Air
La Adam Air (PT. Adam SkyConnection Airlines) era una compagnia aerea privata indonesiana, con sede principale a Giacarta, che operava principalmente dall'aeroporto di Soekarno-Hatta, e anche dagli aeroporti di Medan e Surabaya, come snodi secondari.

## Storia
La Adam Air è stata fondata per volontà di due affaristi indonesiani: Agung Laksono e Sandra Ang. Quest'ultima aveva dato alla compagnia lo stesso nome del figlio Adam, al quale diede il posto di presidente. Fondata formalmente il 21 novembre 2002, ha iniziato i voli commerciali su un Boeing 737-400 ed uno 737-500 il 19 dicembre 2003 su solo tre tratte interne che univano Giakarta a Medan, Denpasar e Yogyakarta rispettivamente.
Il 17 marzo 2008 il governo indonesiano ha revocato la licenza alla compagnia aerea. Adam Air non è più attiva.
Nel 2006 la Adam Air serviva 21 tratte interne all'Indonesia e due rotte internazionali per Singapore e Penang.

## Incidenti
Il 1º gennaio 2007 il volo Adam Air 574 in servizio da Surabaya a Manado viene dato per disperso con 102 passeggeri a bordo di cui 6 membri dell'equipaggio. Dal recupero delle scatole nere avvenuto 8 mesi dopo l'incidente risultò che errori umani uniti alla scarsa manutenzione del velivolo da parte della compagnia furono le cause del disastro.
La compagnia aerea aveva inizialmente rifiutato di finanziare le ricerche e il recupero del velivolo, solo dopo 8 mesi accettarono di farlo.
Appena un mese dopo, il 21 febbraio 2007, il volo Adam Air 172 non riuscì a fermarsi in tempo sulla pista, atterrando così in un prato lì vicino e causando il ferimento di 5 persone.

## Flotta
Al 2006 la flotta Adam Air era composta da:
- 6 Airbus A320[3]
- 6 Boeing 737-200
- 4 Boeing 737-300
- 8 Boeing 737-400[4]
- 1 Boeing 737-500